# Kágya
Kágya (románul Cadea) falu Romániában, Bihar megyében, az Érmelléken.

## Fekvése
Bihardiószegtől északkeletre fekvő település. Az Ér mellett, az Érmelléki-hegyek tövében terül el.

## Története
Kágya Árpád-kori település. Nevét 1278-ban említette először oklevél Kaga néven. 1278-ban Kaga (Kágya) az Egyedi monostor birtoka volt, melyet kegyurai, a Gutkeled nemzetségbeli Kozma és Iwanka a monostor érdekében védelmükbe vettek. 1285 körül Zalauch fia Albert a kunokkal leromboltatta. Ezért (Kágya és Ragáld lerombolásáért) kárpótlásul Pál krasznai ispán 60 M-t fizetett és 1 szolgát adott feleségével, fiaival, lányaival együtt. 1291-1294 között két faluból állt: Az egyik Kozmáé, a másik Chak ispáné volt.
1321-ben a rokon Odon fia Iuanca birtoka volt, a falut ekkor az egyedi apát pusztította el. 1332-1335 között a pápai tizedjegyzék szerint papja évi 6 garas pápai tizedet fizetett. Az 1404. évi adóösszeírásban még szerepelt neve, 1438-ban azonban már mint pusztát említették.
A 15. században a Jákó, Majosy és az Upory család birtoka volt, később a Lónyay család. Az 1860-as években gróf Pongrácz Ödön birtoka volt.
A 20. század elején özv. gr. Pongrácz Vilmosnénak volt itt nagyobb birtoka és szép kastélya. A kastély földszinti részét még gróf Pongrácz Vilmos nagyapja: vásárosnaményi és nagylónyai Lónyay József császári és királyi kamarás építtette 1820-ban. A földszintes kastélyt gr. Pongrácz Vilmos 1895-ben emeletesre építtette át és teljesen átalakítva, főúri kényelemmel rendezte be. A kastélytól nem messze, a szép angol park volt, melyben a díszes családi sírkápolna állt, mely római katolikus templomul is szolgált.
A 20. század elején Bihar vármegye Székelyhidi járásához tartozott.
1910-ben 702 lakosából 666 magyar, 11 román, 3 német, 22 egyéb nemzetiségű volt. Ebből 495 református, 97 római katolikus, 74 görögkatolikus volt.

### Kóly
Kóly 1920 előtt önálló település volt, 1920 után egyesült Kis- és Nagykágyával Kágya néven. Nevét 1326-ban említette először oklevél Cool alakban. 1415-ben Kol, 1488-ban Cool, 1692-ben Koly, 1808-ban Koly h., Koj vel Koju val, 1913-ban Kóly néven volt említve.
1326 előtt a Pok nemzetségből származó Meggyesi Miklós vajda birtokában volt, aki 1326-ban 70 M-ért zálogba adta a Gutkeled nemzetségbeli Diószegi Dorogh fiainak. 1326-ban azonban Miklós fiai végleg lemondanak róla Dorogh unokái javára (Gy 1: 635).
1851-ben Fényes Elek írta a településről: „Kóly, Bihar vármegyében, hegytetőn. Lakja 758 lélek, kik keveset kivéve reformátusok. Határa 3100 hold, ... A rétek közt van egy régi várnak maradványa, melly a mostani laksoktól Zólyom várának nevezetik. Birtokosai a három ágon, ugymint Komáromy György, Sándor és József után származó számos közbirtkosok, mint: Domokos, b. Döry, Komáromy, Péchy, Fényes, Szunyogh, Sárközy, Sombory, Gulácsy, Décsey, Báthy, Barcza, Marsó, Halmágyi, Sréter, Thury, Becsky, Simonfy, Paksy stb.”
A trianoni békeszerződés előtt Bihar vármegye Székelyhidi járásához tartozott.
1910-ben 720 magyar lakosa volt, melyből 52 római katolikus, 621 református, 21 izraelita volt.

## Gazdaság
A lakosság fő tevékenysége a szőlő-, cseresznye-, alma- és baracktermesztés.

## Közlekedés
A települést érinti a Nagyvárad–Székelyhíd–Érmihályfalva–Nagykároly–Szatmárnémeti–Halmi–Királyháza-vasútvonal.
A 19-es országút halad át a falun.